# اوگ فابریس زانگو
اوگ فابریس زانگو (فرانسوی: Hugues Fabrice Zango‎؛ زادهٔ ۲۵ ژوئن ۱۹۹۳) ورزشکار پرش سه‌گام اهل بورکینافاسو است.